# Hellmut Gossing
Hellmut Gossing (* 16. April 1905 in Taulensee, Ostpreußen; † 30. August 1974 in Bonn) war ein deutscher Politiker GB/BHE, später der CDU.

## Leben
Gossing besuchte Volksschule und Gymnasium und nahm in Anschluss an seine Schulausbildung eine Lehre in einer Bank auf. Zum 1. Mai 1933 trat er der NSDAP bei (Mitgliedsnummer 2.179.901) und wurde wenig später Mitglied der SA, in der er den Rang eines Sturmführers erreichte. Ab Februar 1934 war er als jüngster Sparkassendirektor Deutschlands in Bütow in Pommern tätig.
Nach dem Zweiten Weltkrieg, in dem er fünf Jahre Frontdienst leistete und viermal verwundet wurde, siedelte Gossing als Heimatvertriebener nach Westdeutschland über und ließ sich in Fallingbostel nieder. Er war im Kriegsdienst Kommandeur einer Offiziers-Nachwuchsschule geworden. Als Amtsleiter eines Ausgleichsamtes in Fallingbostel betreute er nach dem Krieg Vertriebene und Flüchtlinge.
Daneben gründete er eine sehr erfolgreiche Aufbaugenossenschaft für den Wohnungsbau und die erste Vertriebenenorganisation in der Heide, kandidierte schon 1949 für den Bundestag und war Mitbegründer des späteren Bundes der vertriebenen Deutschen in Niedersachsen und des Zentralverbandes vertriebener Deutscher in Bonn, zu dessen Präsidium er lange gehörte. Er ist Mitverfasser der Charta der deutschen Heimatvertriebenen von 1950. Ab Juli 1953 war er Ministerialreferent.

## Partei und Abgeordneter
Zum ersten Deutschen Bundestag hatte Gossing noch erfolglos als Unabhängiger Kandidat im Bundestagswahlkreis Fallingbostel – Hoya kandidiert, da Vertriebenenparteien von den Besatzungsmächten nicht zugelassen worden waren. Nach Ende der Lizenzierungspflicht beteiligte er sich an der Gründung des BHE, dessen Präsidium er seit November 1951 angehörte. Er war von 6. Mai 1955 bis zu seiner Mandatsniederlegung am 3. Juli 1959 für den BHE Mitglied des Niedersächsischen Landtages. Später trat er der CDU bei, für die er bei der Bundestagswahl 1965 im Bundestagswahlkreis Schaumburg erfolglos kandidierte.

## Öffentliche Ämter
Gossing amtierte von 1959 bis 1963 als Staatssekretär im Ministerium für Vertriebene, Flüchtlinge und Kriegssachgeschädigte des Landes Niedersachsen.